# 主教座堂

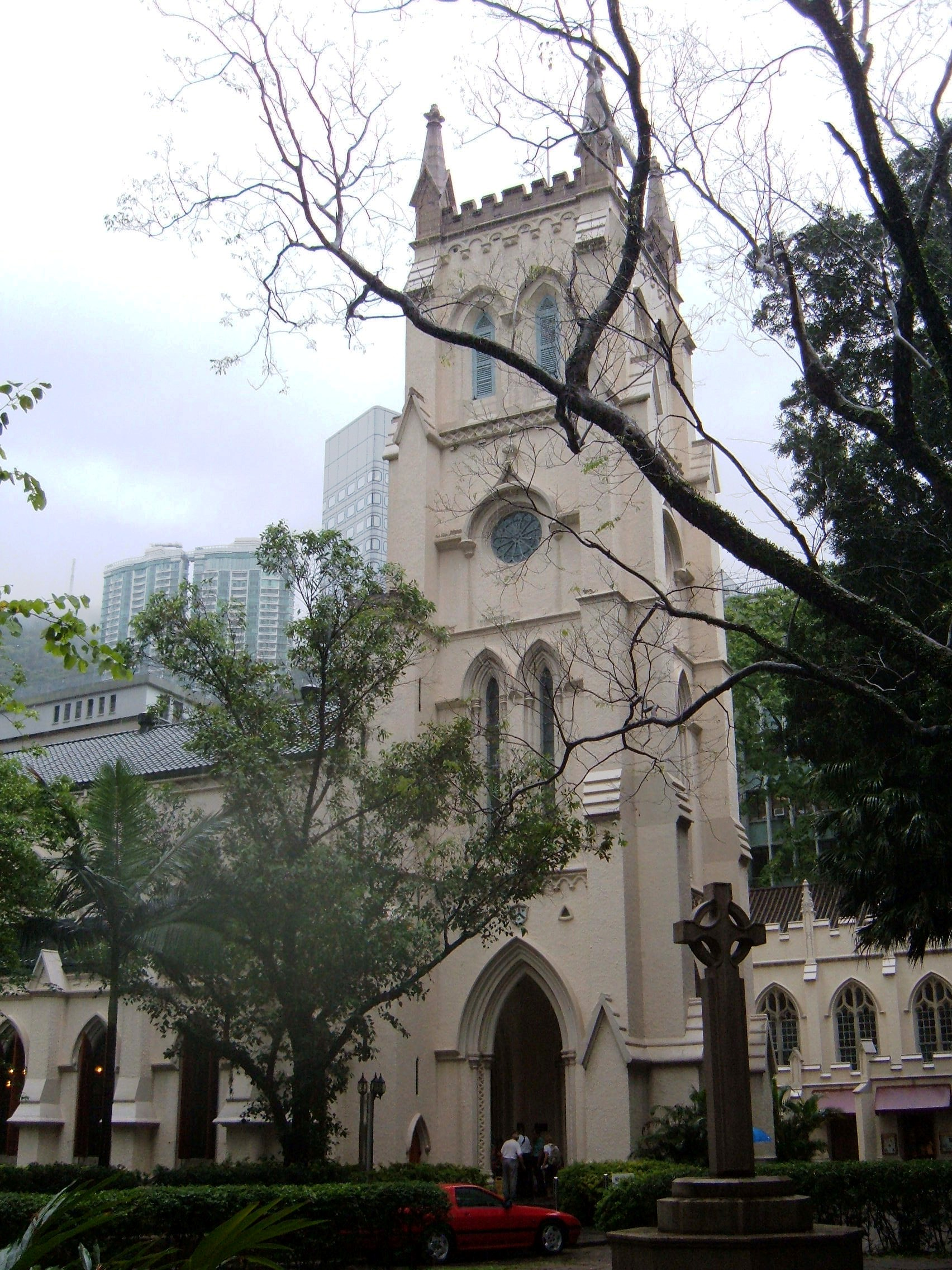
聖約翰座堂，聖公會香港島教區的主教座堂

主教座堂（英語：cathedral，羅馬化：kathedra），或稱座堂，是指在主教制的基督教会（東正教、天主教、聖公宗，以及信義宗部份团体等）中，設有主教座位的教堂，為教區主教的正式駐地，因而被視為教區的中心。
由於是教區擁有首席地位的教堂，主教座堂的建築大多較堂區的教堂宏美。在蘇格蘭，有一些蘇格蘭國教會的教堂，在宗教改革後仍然被叫作座堂，儘管身為長老宗一員的蘇格蘭國教會並不採用主教制。由於主教座堂通常是所在地的重要地標，在中文環境中常譯為「大教堂」，例如著名的「科隆大教堂」，正確全名應是「科隆教區聖伯多祿暨聖母主教座堂」。

## 字源

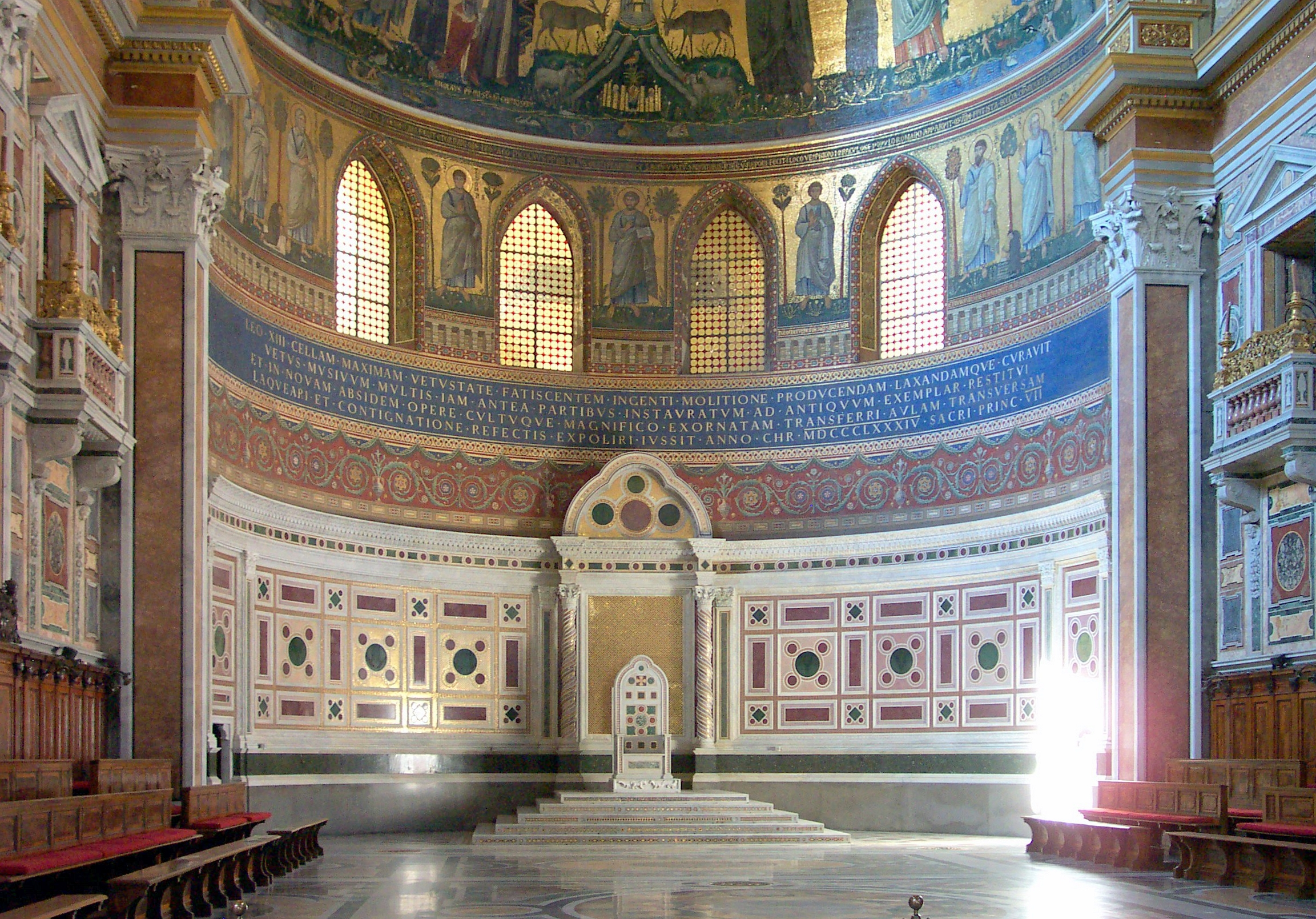
天主教羅馬教區主教座堂——拉特朗聖若望大殿的主教座位

主教座堂的拉丁語「Cathedralis」其字根「cathedra」，意為「座位」，亦代表著那主教座位的存在；而此詞又來自於希臘語「kathedra」（「καθέδρα」），是由「kata」（向下、監視）和「hedra」（座位、椅子）兩字組合而成。而「座位」在古代世界象徵老師（所以主教亦扮演著老師的角色），以及象徵一個地方行政官（所以主教的工作是管理一個教區）。

## 参見
- 教區
- 主教
- 座堂主任牧師